# Kölner Stadt-Anzeiger

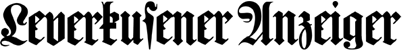
Leverkusener Anzeiger, une série dérivée de Kölner Stadt-Anzeiger

Le Kölner Stadt-Anzeiger (KStA) est un quotidien publié à Cologne par M. DuMont Schauberg. Il possède la plus grande diffusion dans la région métropolitaine Cologne-Bonn et est le quotidien à plus fort tirage de l'agglomération de Cologne. L'ancien journal concurrent Kölnische Rundschau a été racheté en 1999, mais a conservé une rédaction indépendante. Le tirage vendu en commun avec le Kölnische Rundschau était de 182 141 exemplaires au deuxième trimestre 2022, soit une baisse de 56,6 pour cent depuis 1999.

## Diffusion
Le Kölner Stadt-Anzeiger est publié au format dit « berlinois », avec une feuille de 315 par 470 mm. Il est publié dans cinq éditions locales pour Cologne (Köln-Nord, Köln-Ost, Köln-Porz, Köln-Süd, Köln-West) ; en outre, les éditions locales suivantes sont publiées pour la périphérie de Cologne : Köln-Land (Frechen, Pulheim, partie orientale de l'arrondissement Rhein-Erft) ; Rhein-Erft (Bergheim, Kerpen, partie occidentale de l'arrondissement Rhein-Erft) ; Rhein-Erft (Erftstadt, Brühl, partie méridionale de l'arrondissement Rhein-Erft) ; Euskirchen ; Euskirchener Land et Eifel (Schleiden) ; Rhein-Berg (Bergisch Gladbach) ; Rhein-Wupper (Leichlingen, Burscheid) ; le Leverkusener Anzeiger pour Leverkusen, le Rhein-Sieg-Anzeiger pour le district Rhein-Sieg (sur la rive droite du Rhin) autour de Siegburg ainsi que l'Oberbergische Anzeiger pour le district Oberberg.